# Mikluchomaklaia longicerca
Mikluchomaklaia longicerca är en insektsart som beskrevs av Andrej Vasiljevitj Gorochov 1986. Mikluchomaklaia longicerca ingår i släktet Mikluchomaklaia och familjen syrsor. Inga underarter finns listade i Catalogue of Life.